# Parceiros e patrocinadores do Live Earth
Esta é uma lista de parceiros e patrocinadores do show musical brasileiro Live Earth.
A lista está de acordo com o página oficial do evento.

## Parceiros oficiais
- Chevrolet
- MSN
- Pepsi
- Philips
- Smart
- Stony/Stonyfield Farm

## Parceiros de campanha
- The Alliance for Climate Protection
- The Climate Group
- I Count
- Control Room

## ONGsparceiras
- Mayors for Peace
- ICLEI

## Parceiros locais

### África do Sul
- Climate Action Partnership
- United Nations Development Programme
- WWF África do Sul

### Austrália
- Climate Action Network of Australia
- WWF Austrália
- Australian Conservation Foundation
- Wilderness Society of Australia
- The Climate Group Austrália
- The Climate Institute

### Brasil
- UNDP Brasil
- WWF Brasil
- Fórum Brasileiro de ONGs e Movimentos Sociais
- Amigos da Terra - Amazônia Brasileira
- REBRAF
- Banco Itaú
- Prefeitura municipal do Rio de Janeiro

### China
- United Nations Volunteers Programme
- United Nations Development Programme
- WWF China
- The Climate Group China

### Japão
- WWF Japão

## Educacional
- International Action on Global Warming